# Padang Matinggi Lestari
Padang Matinggi Lestari is een bestuurslaag in het regentschap Padang Sidempuan van de provincie Noord-Sumatra, Indonesië. Padang Matinggi Lestari telt 2776 inwoners (volkstelling 2010).